# Giacomo Rossi Stuart
Giacomo Rossi Stuart (Todi, 25 agosto 1925 – Roma, 20 ottobre 1994) è stato un attore italiano.

## Biografia
Nato da padre italiano e da madre scozzese, era dotato di un fisico atletico: sin da giovane praticò varie discipline sportive tra le quali la boxe, l'equitazione e la scherma. Attratto dal cinema e dalla recitazione, partì per gli USA nei primi anni '50, per seguire i corsi di recitazione dell'Actor's Studio di New York, per tornare successivamente in Italia e partecipare al suo primo film (Il mantello rosso), in cui fu diretto da Giuseppe Maria Scotese. Sarà, questa, la prima pellicola di oltre cento, che Rossi Stuart girerà in circa 40 anni, in diversi generi quali western, thriller, horror, fantascientifico, spionaggio e cappa e spada, lavorando parallelamente anche in televisione.

## Vita privata
Giacomo Rossi Stuart è stato sposato con la modella di origini tedesche e olandesi Klara Muller. Hanno avuto quattro figli, Ombretta, Loretta, Kim e Valentina.

## Filmografia

### Cinema

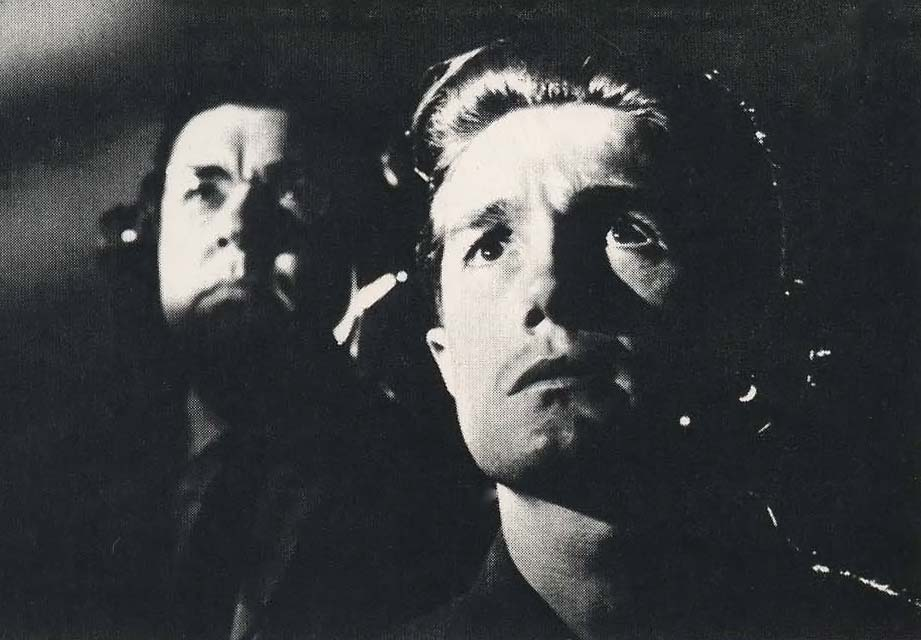
Nel film La morte viene dallo spazio (1958)

- Il mantello rosso, regia di Giuseppe Maria Scotese (1955)
- Londra chiama Polo Nord, regia di Duilio Coletti (1956)
- Guerra e pace (War and Peace), regia di King Vidor (1956)
- Il conte di Matera, regia di Luigi Capuano (1957)
- Ora X: Gibilterra o morte! (The Silent Enemy), regia di William Fairchild (1958)
- La morte viene dallo spazio, regia di Paolo Heusch (1958)
- Il cavaliere senza terra, regia di Giacomo Gentilomo (1958)
- Caltiki il mostro immortale, regia di Riccardo Freda (1959)
- Ben-Hur, regia di William Wyler (1959)
- La notte del grande assalto, regia di Giuseppe Maria Scotese (1959)
- Jovanka e le altre (5 Branded Women), regia di Martin Ritt (1960)
- La schiava di Roma, regia di Sergio Grieco (1961)
- Sodoma e Gomorra, regia di Robert Aldrich (1962)
- Zorro e i tre moschettieri, regia di Luigi Capuano (1962)
- La leggenda di Enea, regia di Giorgio Rivalta (1962)
- Caterina di Russia, regia di Umberto Lenzi (1962)
- Il giorno più corto, regia di Sergio Corbucci (1963)
- L'ultimo uomo della Terra, regia di Ubaldo Ragona (1963)
- I diavoli di Spartivento, regia di Leopoldo Savona (1963)
- Massacro al Grande Canyon, regia di Sergio Corbucci (1963)
- Duello nel Texas, regia di Ricardo Blasco e Mario Caiano (1963)
- Sandok, il Maciste della jungla, regia di Umberto Lenzi (1964)
- I coltelli del vendicatore, regia di Mario Bava (1964)
- I magnifici Brutos del West, regia di Marino Girolami (1964)
- La vendetta di Spartacus, regia di Michele Lupo (1964)
- Gli schiavi più forti del mondo, regia di Michele Lupo (1964)
- I misteri della giungla nera, regia di Luigi Capuano (1965)
- La morte viene dal pianeta Aytin, regia di Antonio Margheriti (1965)
- Degueyo, regia di Giuseppe Vari (1965)
- Sparate a vista su Killer Kid (Duell vor Sonnenuntergang), regia di Leopold Lahola (1965)
- Il pianeta errante, regia di Antonio Margheriti (1966)
- Operazione paura, regia di Mario Bava (1966)
- Perry Grant agente di ferro, regia di Luigi Capuano (1966)
- Duello nel mondo, regia di Luigi Scattini (1966)
- La sfinge d'oro, regia di Luigi Scattini (1967)
- Ragan, regia di Luciano Lelli (1967)
- Occhio per occhio, dente per dente, regia di Miguel Iglesias (1967)
- El "Che" Guevara, regia di Paolo Heusch (1967)
- Colpo sensazionale al servizio del Sifar, regia di José Luis Merino (1968)
- Quella dannata pattuglia, regia di Roberto Bianchi Montero (1968)
- Indovina chi viene a merenda?, regia di Marcello Ciorciolini (1968)
- L'assassino fantasma, regia di Xavier Setò (1968)
- El Zorro, regia di Guido Zurli (1968)
- Un esercito di 5 uomini, regia di Italo Zingarelli (1969)
- Appuntamento col disonore, regia di Adriano Bolzoni (1969)
- I Leopardi di Churchill, regia di Maurizio Pradeaux (1970)
- Qualcosa striscia nel buio, regia di Mario Colucci (1970)
- Concerto per pistola solista, regia di Michele Lupo (1970)
- La controfigura, regia di Romolo Guerrieri (1971)
- I lupi attaccano in branco, regia di Franco Cirino (1971)
- La notte che Evelyn uscì dalla tomba, regia di Emilio P. Miraglia (1971)
- Uccidi Django... uccidi per primo!!!, regia di Sergio Garrone (1971)
- La morte ha sorriso all'assassino, regia di Joe D'Amato (1971)
- La ragazza dalla pelle di luna, regia di Luigi Scattini (1972)
- 7 scialli di seta gialla, regia di Sergio Pastore (1972)
- Ordine delle SS: eliminate Borman! (El ultimo dia de la guerra), regia di Juan Antonio Bardem (1972)
- Sei iellato, amico hai incontrato Sacramento, regia di Giorgio Cristillini (1972)
- Amico, stammi lontano almeno un palmo, regia di Michele Lupo (1972)
- Si può essere più bastardi dell'ispettore Cliff?, regia di Massimo Dallamano (1973)
- La ragazza fuoristrada, regia di Luigi Scattini (1973)
- Peccato mortale, regia di Francisco Rovira Beleta (1973)
- Il mio nome è Shangai Joe, regia di Mario Caiano (1973)
- La minorenne, regia di Silvio Amadio (1974)
- Fatti di gente perbene, regia di Mauro Bolognini (1974)
- Mussolini ultimo atto, regia di Carlo Lizzani (1974)
- La sanguisuga conduce la danza, regia di Alfredo Rizzo (1975)
- Emanuelle nera - Orient Reportage, regia di Joe D'Amato (1975)
- Zorro, regia di Duccio Tessari (1975)
- Il vizio ha le calze nere, regia di Tano Cimarosa (1975)
- I violenti di Roma bene, regia di Sergio Grieco (1976)
- Casanova & Company, regia di Franz Antel (1976)
- La notte dell'alta marea, regia di Luigi Scattini (1976)
- Blue Nude, regia di Luigi Scattini (1977)
- Emanuelle in America, regia di Joe D'Amato (1977)
- Emanuelle e gli ultimi cannibali, regia di Joe D'Amato (1977)
- Il grande attacco, regia di Umberto Lenzi (1978)
- Sono stato un agente C.I.A., regia di Romolo Guerrieri (1978)
- La guerra dei robot, regia di Alfonso Brescia (1978)
- Sette ragazze di classe, regia di Pedro Lazaga (1979)
- Tempi di guerra, regia di Umberto Lenzi (1987)
- Le porte dell'inferno, regia di Umberto Lenzi (1990)

### Televisione
- Rosso veneziano, regia di Marco Leto (1976)
- L'amante dell'Orsa Maggiore, regia di Anton Giulio Majano (1982)

## Doppiatori italiani
- Cesare Barbetti in Jovanka e le altre, La leggenda di Enea, L'ultimo uomo della terra, I diavoli di Spartivento, La vendetta di Spartacus, L'assassino fantasma, Il mio nome è Shangai Joe
- Renato Izzo in La morte viene dal pianeta Aytin, Degueyo, Operazione paura, La sfinge d'oro
- Giuseppe Rinaldi in Sodoma e Gomorra, I magnifici Brutos del West,Occhio per occhio dente per dente
- Pino Locchi in Caterina di Russia, I misteri della giungla nera, Qualcosa striscia nel buio
- Dario Penne in La notte che Evelyn uscì dalla tomba , Sei jellato amico... hai incontrato Sacramento
- Pino Colizzi in Concerto per pistola solista, Sette scialli di seta gialla
- Luciano Melani in Massacro al Grande Canyon, La ragazza dalla pelle di luna
- Luciano De Ambrosis in La notte dell'alta marea, Sono stato un agente C.I.A.
- Michele Kalamera in El Zorro, I leopardi di Churchill
- Sergio Rossi in Sandok il Maciste della giungla, I coltelli del vendicatore
- Gigi Pirarba in La minorenne, La sanguisuga conduce la danza
- Roberto Villa in Il conte di Matera
- Paolo Ferrari in La notte del grande assalto
- Renato Turi in Duello nel Texas
- Sandro Iovino in Quella dannata pattuglia
- Adalberto Maria Merli in Il pianeta errante
- Nando Gazzolo in Gli schiavi più forti del mondo
- Nino Dal Fabbro in Duello nel mondo
- Massimo Turci in Perry Grant agente di ferro
- Carlo Alighiero in Amico, stammi lontano almeno un palmo
- Giacomo Piperno in Uccidi Django... uccidi per primo!!!
- Daniele Tedeschi in Si può essere più bastardi dell'ispettore Cliff?
- Pierangelo Civera in La morte ha sorriso all'assassino
- Romano Malaspina in Zorro
- Giancarlo Padoan in Emanuelle nera - Orient Reportage
- Michele Gammino in Un esercito di 5 uomini
- Riccardo Cucciolla in La morte viene dallo spazio
- Sergio Fantoni in La schiava di Roma
- Bruno Alessandro in Le porte dell'inferno
- Rino Bolognesi in Il vizio ha le calze nere